# Drymonaxus
Drymonaxus is een geslacht van kevers uit de familie van de loopkevers (Carabidae). De wetenschappelijke naam van het geslacht is voor het eerst geldig gepubliceerd in 1941 door Straneo.

## Soorten
Het geslacht Drymonaxus is monotypisch en omvat slechts de volgende soort:
- Drymonaxus feanus (Straneo, 1941)